# Обстрел здания на Даунинг-стрит, 10
7 февраля 1991 года заговорщики из Временной Ирландской республиканской армии (ИРА) выпустили три снаряда из самодельного миномёта по резиденции премьер-министра по адресу Даунинг стрит, 10, Лондон (англ. Downing Street mortar attack) в попытке убить премьер-министра Джона Мейджора и его Военный кабинет, собравшихся на обсуждение перипетий войны в Персидском заливе.
Один из снарядов весом в 140 фунтов (64 кг) разорвался на заднем дворе в нескольких метрах от здания Кабинета министров. Поскольку окна были защищены бомбозащитными сетками, никто из членов кабинета не пострадал, но четверо находившихся снаружи получили ранения, среди них были двое полицейских. Два других снаряда перелетели через здание и упали на лужайку Маунбеттен–грин недалеко от здания.  

## Решение Военного совета ИРА
В ходе Раздора ИРА предпринимали вооружённые наступления против британского правления в Северной Ирландии. ИРА периодически использовали самодельные миномёты против целей в Северной Ирландии. Набольшую известность получил обстрел казармы в Ньюри когда погибли 9 сотрудников Королевской полиции Ольстера. ИРА предприняли множество атак в Англии, но ни в одной не использовали миномёты. В декабре 1988 года в ходе рейда антитеррористического отряда полиции Метрополии в Баттерси, юго-западный Лондон были найдены части от миномётов и расчёт траекторий мин. В конце 1980х британский премьер-министр Маргарет Тэтчер находилась во главе списка покушений.  12 октября 1984 года Тэтчер едва не стала жертвой бомбы, подложенной в отеле «Гранд-Брайтон», при взрыве погибли пять человек. 
В связи с ростом активности ИРА на территории Англии в 1988 году расходы на безопасность Даунинг-стрит увеличились до 800 тыс. фунтов, на концах улицы были установлены ворота безопасности и размещён полицейский пост. Военный совет ИРА отверг план взрыва заминированного автомобиля посредством дистанционного управления близ автомобиля Тэтчер из-за вероятности жертв среди гражданских, некоторые члены Совета высказывались, что с точки зрения политики это приведёт к обратным последствиям.

## Подготовка
Вместо этого Военный совет разрешил миномётный обстрел резиденции на Даунинг-стрит. В середине 1990-х годов двое членов ИРА предприняли поездку в Лондон для планирования атаки. Один из членов «делегации» разбирался в баллистике миномётных снарядов, а другой, из Белфастской бригады ИРА умел изготовлять снаряды. Отряд активной службы купил фургон Ford Transit и арендовал гараж. Координатор ИРА добыл взрывчатку и материалы, необходимые для изготовления миномётов. Отряд ИРА приступил к изготовлению миномётов и прорезал люк в крыше фургона для вылета мин. Они обследовали места на улице Уайтхолл, подходящие для запуска мин по заднему двору здания на Даунинг-стрит, 10, официальной резиденции и офиса премьер-министра. По завершении приготовлений двое членов ИРА вернулись в Ирландию, поскольку руководство ИРА осознавало их важность и не хотело подвергать их риску ареста в ходе операций британских спецслужб. В ноябре 1990 года Маргарет Тэтчер неожиданно подала в отставку, но Военный совет не отказался от своих планов, выбрав целью её преемника Джона Мейджора. ИРА решило нанести удар когда Мейджор и его министры соберутся на планируемое заседание, ожидая когда о нём объявят публично.

## Нападение

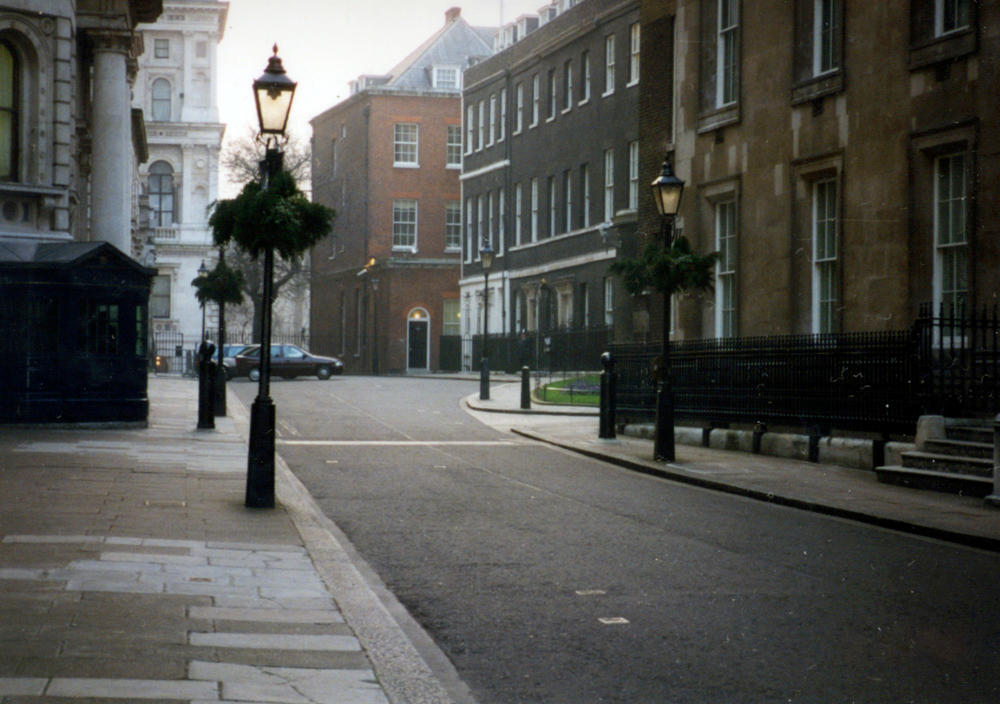
Даунинг-стрит в 1996 году

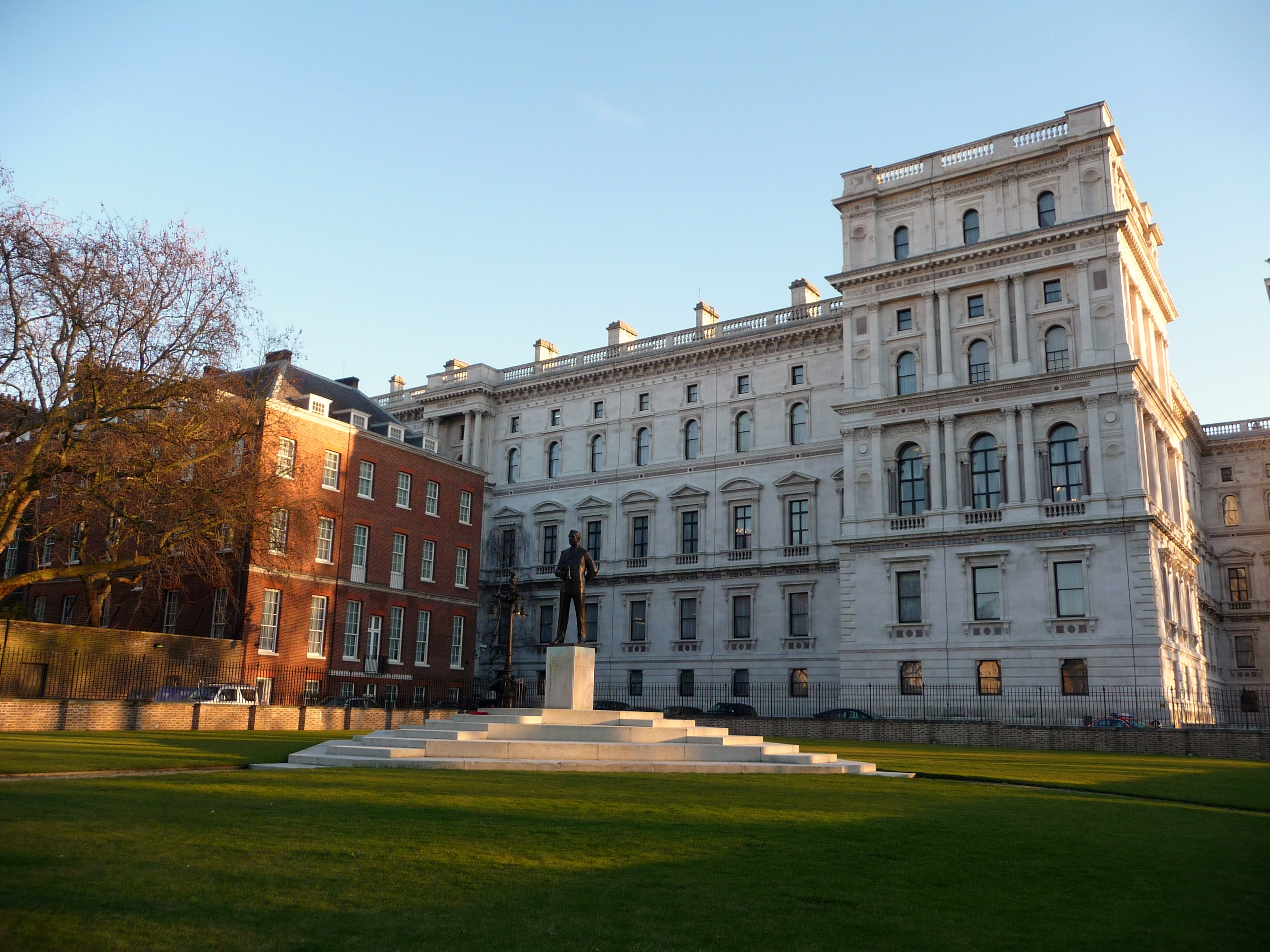
Лужайка Маунбеттен-грин в 2010 году

Утром 7 февраля  1991 года Военный кабинет, высшие члены правительства и представители военных собрались на Даунинг-стрит для обсуждения текущей войны в Персидском заливе. Кроме премьер-министра Джона Мейджора на заседание собрались политики Дуглас Хёрд, Том Кинг, Норман Ламонт, Питер Лилли, Патрик Мейхью, Дэвид Меллор и Джон Уейкхем, чиновники Робин Батлер, Перси Крэдок, Гус О’Доннел и Чарльз Пауэлл, глава штаба обороны Дэвид Крейг. С началом совещания члены ИРА отвели фургон на место запуска на пересечении авеню Конной гвардии и Уайтхолла в 200 ярдах (180 м) от Даунинг-стрит.  
Прибыв на место, водитель припарковал фургон и покинул сцену на ожидавшем его мотоцикле. Через несколько минут к фургону направился полицейский, чтобы проверить его. В 10.08 самодельный миномёт «Марк десять» выпустил три мины, после чего сработало зажигательное устройство, разработанное с целью сжечь фургон и соответственно улики, достаточные для обвинения в суде. Каждый снаряд был длиной 4,5 футов (1,4 м), весил 140 фунтов (60 кг) и нёс боеголовку в 40 фунтов (20 кг) пластиковой взрывчатки «Семтекс». Два снаряда упали на лужайку Маунбеттен–грин близ офиса Министерства иностранных дел. Один взорвался, а второй — нет. Третий снаряд взорвался на заднем дворе Даунинг-стрит, 10, в 30 ярдах (27 м) от кабинета для совещаний. Если бы снаряд взорвался в самом здании, он, вероятно, погубил бы всех собравшихся в кабинете. Услышав взрыв, собравшиеся попрятались под стол. Бомбозащитная сетка на окнах кабинета министров приглушила силу взрыва, который опалил заднюю стену здания, выбил окна и образовал в саду воронку глубиной в несколько футов.     
После того как звук взрыва и его раскаты утихли, Джон Мейджор заявил: «Я думаю нам лучше начать заново, где-нибудь в другом месте» . Комната была эвакуирована, собрание началось через десять минут в другом кабинете для совещаний . Никто из членов кабинета не пострадал, но четверо людей были легко ранены, в том числе двоих полицейских, раненых разлетевшимися обломками. Немедленно, после обстрела сотни полицейских наводнили правительственный квартал, от Вестминстерского дворца до Трафальгарской площади. До 18.00 публику не пропускали в район, где судебные эксперты обследовали улицы, а правительственных служащих держали взаперти за воротами безопасности.

## Реакция

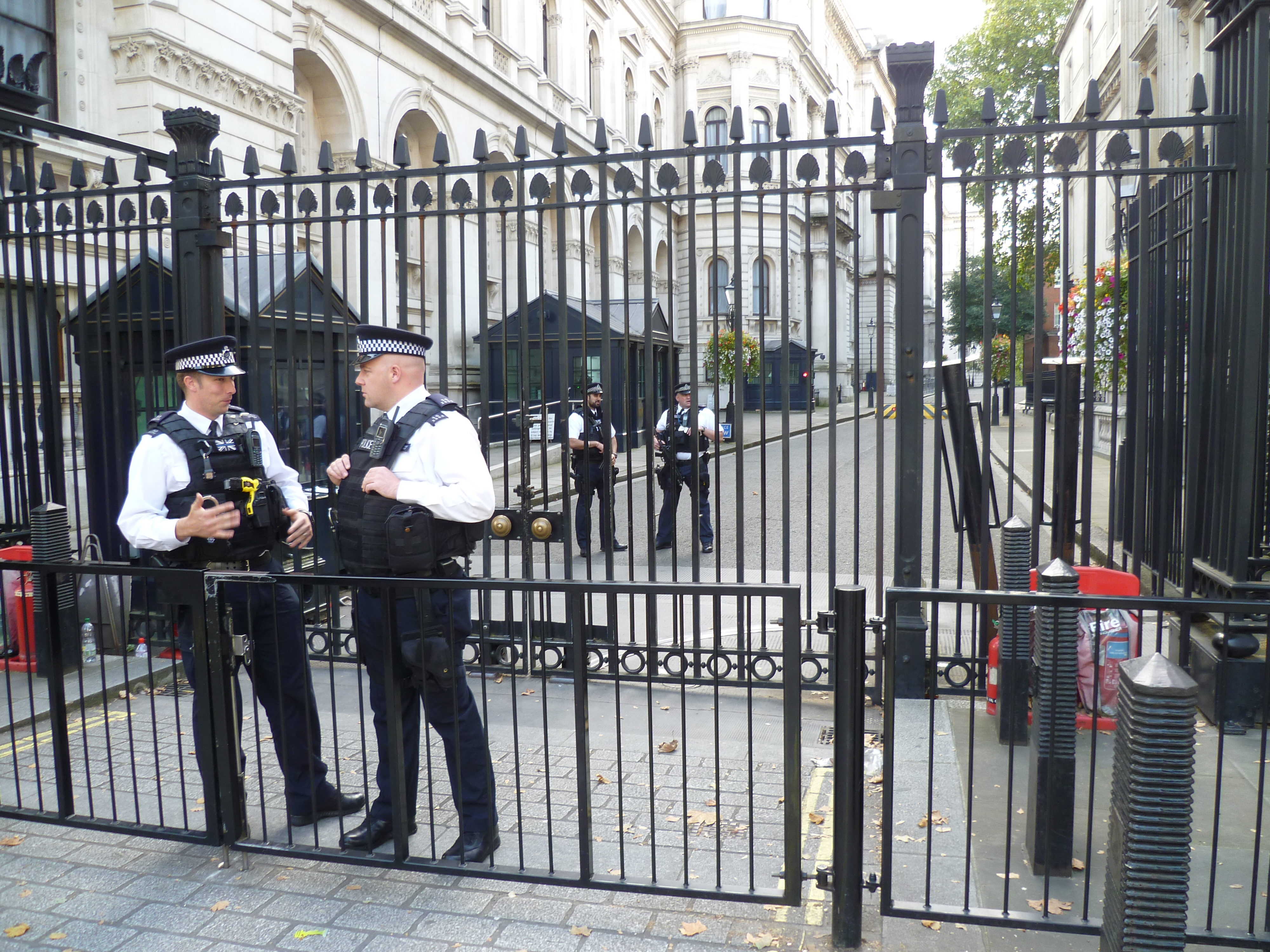
Ворота безопасности, установленные в 1989 году в результате террористической кампании ИРА на территории Великобритании

ИРА взяла на себя ответственность за обстрел, выпустив заявление в Дублине: «Дадим британскому правительству понять, что пока люди в шести графствах [Северная Ирландия] вынуждены жить под британским правлением, британский кабинет будет вынужден собираться в бункерах». Джон Мейджор заявил в Палате общин: «Наша решимость победить терроризм не может быть побеждена терроризмом. Итог ИРА — это провал во всех отношениях, и сегодня этот провал был продемонстрирован еще раз. Пора им понять, что демократию нельзя запугать терроризмом, а мы относимся к ним с презрением.» Лидер оппозиции Нил Киннок также осудил нападение, заявив: «Нападение на Уайтхолл было ошибочным и бесплодным». Глава антитеррористического отряда полиции Метрополии коммандер Джордж Черчилль-Коулман отозвался об атаке как о «смелой, хорошо спланированной, но плохо осуществлённой». Питер Гарни, глава отдела взрывчатки антитеррористического отряда, обезвредивший неразорвавшийся снаряд так отозвался о нападении:   

Это была удивительно хорошее прицеливание, если учесть, что бомба была выпущена за 250 ярдов [за Уайтхоллом] вне прямой видимости. Технически это было проведено вполне блестяще, и я уверен, что многие армейские расчёты, если бы им дали подобную задачу, были бы очень польщены уложить бомбу настолько близко. Вы должны припарковать ракету-носитель в зоне, охраняемой вооружёнными людьми, и у вас есть на это меньше минуты. Я был очень, очень удивлён тем, насколько это было хорошо выполнено. Если бы угол обстрела изменился примерно на пять или десять градусов, то эти бомбы действительно попали бы в дом номер десять.
Оригинальный текст (англ.)
It was a remarkably good aim if you consider that the bomb was fired 250 yards [across Whitehall] with no direct line of sight. Technically, it was quite brilliant and I'm sure that many army crews, if given a similar task, would be very pleased to drop a bomb that close. You've got to park the launch vehicle in an area which is guarded by armed men and you've got less than a minute to do it. I was very, very surprised at how good it was. If the angle of fire had been moved about five or ten degrees, then those bombs would actually have impacted on Number Ten.
— 
Еще одно заявление ИРА появилось в газете An Phoblacht, где его представитель заявил: «Как и любые колонизаторы, члены британского истеблишмента не хотят, чтобы результат их оккупации оказался у их парадного или чёрного входа ... Готовы ли члены британского кабинета отдать свои жизни, чтобы удержать колонию? Они должны понимать, что цена будет высока, пока Британия остаётся в Ирландии». Нападение отмечается в ирландской повстанческой культуре. Ирландская бригада сочинила песню "Downing Street" , на мелодию ""On the Street Where You Live", где содержатся слова: "Пока ты держишь Ирландию, на улице, где ты живешь, небезопасно".
Джон Мейджор временно переехал в Адмиралтейский дом, на время ремонта разрушений от бомбы (в основном сада и наружных стен). После атаки на концах улицы были установлены сторожки, а также введены другие менее заметные меры по дальнейшему повышению безопасности на Даунинг-стрит.
В романе Джека Хиггинса «Эпицентр бури» (Eye of the Storm), 1992 года, где впервые появляется герой многих его последующих романов террорист Шон Диллон, он с сообщниками устраивает обстрел самодельными снарядами резиденции премьер-министра, но снаряды попадают неточно. Джон Мейджор произносит те же слова что и в реальности и уходит с участниками совещания в другой кабинет.